# Libro di St Albans
Il Libro di St Albans (The Book of Saint Albans, Boke of Seynt Albans o The Book of Hawking, Hunting, and Blasing of Arms in lingua inglese) è l'ultimo di una serie di otto libri stampanti nel 1486 dalla St Albans Press di Abbey Gateway, St Albans, nell'Hertfordshire.

Il volume contiene tre distinte opera: un trattato sulla falconeria, un trattato sulla caccia ed un trattato sull'araldica. Dei tre saggi, solo per quello relativo alla caccia è nota l'identità dell'autore: Sorella Juliana Berners, priore del Priorato di Sopwell, vicino a St Albans. Le rapide fortune editoriali dell'opera portarono a successive ristampe ed all'integrazione, nel corpus originario, di un quarto trattato sulla pesca con la lenza.
 Il libro è inoltre noto per contenere una lista di nomi "collettivi" di animali.

## Storia
Il Libro di St Albans fu il secondo di due volumi stampati in lingua volgare inglese che, insieme ai precedenti sei volumi in latino, costituirono il banco di prove della macchina da stampa della St Albans Press, la terza tipografia avviata nel Regno d'Inghilterra I lavori, presumibilmente avviati nel 1480, furono terminati nel 1486, anno cui appunto data il volume pervenuto sino ai nostri giorni. Si suppone che la raccolta di saggi d'argomento hobbistico-venatorio ora nota come "Libro di St Albans" sia stata concepita come una summa delle "lecite" attività cui un giovane gentiluomo del XV secolo era tenuto ad interessarsi: la caccia, la falconeria e l'araldica.
Nel 1497, l'editore londinese Wynkyn de Worde ristampò il "Libro di St Albans" aggiungendovi un trattato sulla pesca con la lenza come complemento alle altre attività.

## Contenuto
Il Libro di St Albans è una raccolta di versi eterogenea sia nello stile che nei contenuti:
- Dei tre trattati originari, solo quello sulla caccia reca il nome dell'autore: Sorella Juliana Berners, priore del Priorato di Sopwell, vicino a St Albans. Il testo si chiude infatti con la titulatio "Explicit Dam Julyans Barnes in her boke of hu". La presenza, nello incipit del trattato sulla falconeria, del medesimo "Insomuch" presente nello incipit delle St Albans Chronicles, altra opera impressa nella St Albans Press, porta a supporre che la redazione delle due opere sia da attribuirsi al medesimo stampatore[5];
- Il testo dedicato alla falconeria è stato presumibilmente ottenuto assemblando trattati manoscritti del XIV secolo;
- Il testo sull'araldica è una traduzione ed un adattamento del lavoro datato 1441 di Nicholas Upton, dedicato ad Umfredo Plantageneto, duca di Gloucester.

### Trattato sulla Falconeria
(The Boke of Saint Albans, ed. Blades, William (1901), Londra, Elliot Stock, Prologue to the Book of Hawking)
Il trattato sulla caccia con gli uccelli rapaci presenti nel "Libro di St Albans" fornisce uno scorcio approfondito e prezioso sugli usi e costumi della falconeria del maturo Trecento. Rispetto all'opera cardine della falconeria duecentesca, il De arte venandi cum avibus, il testo inglese si connatura non più come un trattato "pratico" di ornitologia quanto invece come una summa degli usi e costumi, ormai potentemente ritualizzati, gravitanti intorno alla pratica venatoria aviaria.
Interessantissima è la gerarchia dei rapaci, basata sul rango sociale del falconiere, presentata alla fine del trattato:
- Imperatore: Aquila, Avvoltoio e Smeriglio femmina (Merloun)
- Re: Girfalco (femmina e maschio)
- Principe: Falco pellegrino femmina (Gentle Falcon) e maschio
- Duca: "Falcone delle Rocce" (Falcon of the roch), forse una qualche sotto-specie del Falco pellegrino
- Earl: Falco pellegrino maschio
- Barone: Albanella (Busard)
- Cavaliere: Falco sacro femmina e maschio (Sacre and Sacret)
- Scudiero: Lanario femmina e maschio (Lanere and Laneret)
- Lady: Smeriglio maschio (Marlyon)
- Yeoman (proprietario terriero privo di titoli nobiliari specifici): astore
- Giovane uomo libero: Lodolaio
- Poveruomo: Falco maschio (Tercel)
- Prete: Sparviere femmina
- Chierico: Sparviere maschio (Musket)
- Servo: Gheppio comune

Relativamente alla detta gerarchia dei rapaci, bisogna osservare che:
- Gli avvoltoi erano rapaci ostentati quali simbolo di prestigio nelle voliere, non utilizzati a fini pratici dai falconieri;
- Il falco pellegrino, nelle sue varie sottorazze, compare nella lista sotto molti epiteti: i termini inglesi Falcon Peregrine, Falcon Gentle, Falcon Tercel e, forse, anche Falcon of the roch fanno infatti riferimento a sotto-razze del medesimo rapace.
- Il testo inglese ricorre al vocabolo Bastarde, simile all'attuale Bustard (i.e. otarda), per indicare il rapace precipuo del Barone. L'opinione più diffusa tra gli studiosi è che si tratti di una errata anglicizzazione del vocabolo di lingua francese Busard identificante appunto l'Albanella utilizzata per la caccia alle otarde. Si considera però anche l'eventualità che il termine volesse sottendere Bastard, cioè un falcone pellegrino di lignaggio e/o sotto-razza non ben identificato la cui natura "bastarda" ne impediva l'uso ai più grandi nobili facendone al contempo un rapace degno dei baroni.
- I falchi sacri erano importati con notevole esborso di denaro dal Medioriente mentre il falchi lanarii, a quel tempo, erano una specie presente sul suolo britannico;
- Il gheppio ed il lodalaio sono rapaci specializzati nella caccia a prede che difficilmente possono interessare, da un mero punto di vista alimentare, l'uomo. I falconieri medievali se ne servivano però efficacemente liberandoli contro gli stormi di quaglie o pernici, affinché uccidessero quante più piccole prede possibili.

### Trattato sulla Caccia
(The Boke of Saint Albans, ed. Blades, William (1901), Londra, Elliot Stock, Prologue to Mistress Barnes' Compilation on Hunting)

### Trattato sull'Araldica
(The Boke of Saint Albans, ed. Blades, William (1901), Londra, Elliot Stock, Prologue to the Book of Coat Armour)
A detta del filologo William Blades, curatore della ristampa londinese del "Libro di St Albans", il trattato sull'araldica può essere considerato il più interessante tra i tre lavori che componevano il testo originario.